# Carbone, Basilicata
Carbone är en ort och kommun i provinsen Potenza i regionen Basilicata i Italien. Kommunen hade 608 invånare (2017).